# Маяк Йакина
Йакина (англ. Yaquina Head Light, ранее Cape Foulweather Lighthouse) — маяк на одноимённом мысе на побережье штата Орегон, США. Расположен в округе Линкольн, к северу от устья реки Йакина, у города Ньюпорт. Маяк имеет высоту 28 метров и является самым высоким маяком в штате Орегон.
Маяк был изготовлен в Париже в 1868 году, затем отправлен в США. Маяк заработал 20 августа 1873 года.
В 1966 году маяк был автоматизирован. Его световая характеристика: 2 секунды горит, 2 погашен, 2 секунды горит и 14 секунд погашен.
Двухэтажный домик для хранителя маяка был построен одновременно с башней. В 1923 году появился и одноэтажный домик. Оба здания и другие хозяйственные постройки были снесены в 1984 году, теперь вокруг маяка зелёная лужайка.